# Hans-Kurt Mees
Hans-Kurt Mees (* 26. Januar 1935 in Mainz) war von 1983 bis 2000 Richter am deutschen Bundesgerichtshof.
Nach Beendigung seiner juristischen Ausbildung trat Mees 1963 in den Justizdienst des Landes Hessen ein, wo er zunächst beim Amts- und Landgericht Wiesbaden eingesetzt wurde. 1967 wurde er zum Landgerichtsrat beim Landgericht Wiesbaden ernannt. 1974 folgte die Ernennung zum Richter am Oberlandesgericht beim Oberlandesgericht Frankfurt am Main.
1983 wurde Mees zum Richter am Bundesgerichtshof gewählt. Das Präsidium des Bundesgerichtshofs wies ihn dem I. Zivilsenat zu, dem er während der gesamten Zeit seiner Zugehörigkeit zum Bundesgerichtshof angehörte. Es war dort Berichterstatter für das Wettbewerbsrecht. Zu wettbewerbsrechtlichen Fragestellungen veröffentlichte Mees auch wissenschaftlich. Er wurde während der Zeit am Bundesgerichtshof zum Honorarprofessor an der Johann Wolfgang Goethe-Universität Frankfurt am Main ernannt.
Zum 31. Januar 2000 trat Mees nach Erreichen der Altersgrenze in den Ruhestand. Anschließend war er als Dozent an der VWA Wiesbaden tätig.
Er ist Mitglied der katholischen Studentenverbindung KDStV Greiffenstein (Breslau) zu Frankfurt am Main.

## Werke
- Wettbewerbsrechtliche Ansprüche und EG-Beihilfenrecht